# Colonia Benito Juárez, General Francisco R. Murguía
Colonia Benito Juárez är en ort i Mexiko.   Den ligger i kommunen General Francisco R. Murguía och delstaten Zacatecas, i den centrala delen av landet, 700 km nordväst om huvudstaden Mexico City. Colonia Benito Juárez ligger 1 801 meter över havet och antalet invånare är 308.
Terrängen runt Colonia Benito Juárez är kuperad västerut, men österut är den platt. Runt Colonia Benito Juárez är det mycket glesbefolkat, med 3 invånare per kvadratkilometer. Närmaste större samhälle är Independencia San Martín, 17,6 km sydväst om Colonia Benito Juárez. Omgivningarna runt Colonia Benito Juárez är i huvudsak ett öppet busklandskap.